# Święciechowa

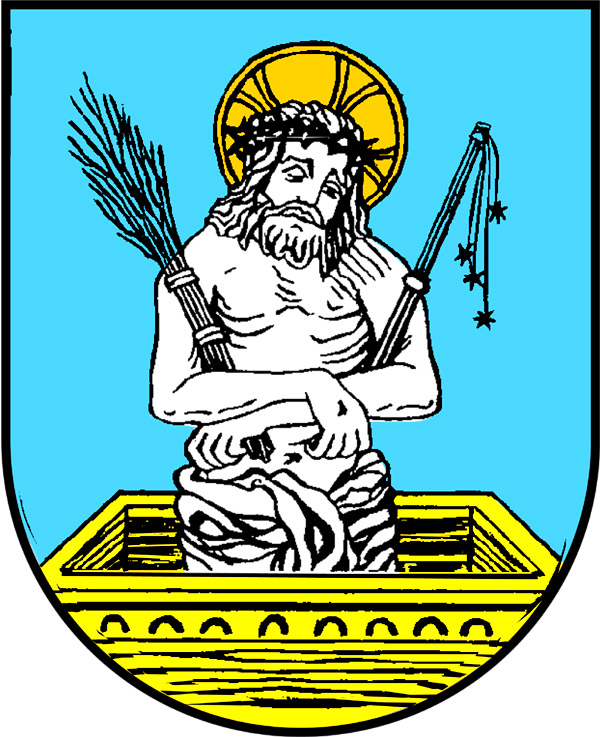
Historyczny herb miejscowości

Święciechowa (niem. Schwetzkau) – wieś (do 1934 miasto) w Polsce w województwie wielkopolskim, w powiecie leszczyńskim, w gminie Święciechowa.

## Nazwa
Miejscowość pierwotna związana była z Wielkopolską i ma metrykę średniowieczną. Istniała co najmniej od XI wieku. Wymieniona po raz pierwszy w dokumencie zapisanym po łacinie z 1181  jako Suechechou  (falsyfikat z ok. 1230), 1258 Svecechov, 1277 Suecechow, Svecechow (fals. ok. 1330-40), 1294 Swecechouo  (fals. przed 1302), 1302 Swecechow, 1333 Swecechow, Sveczcow, 1363 Swaczechowo, 1366 Swanczechow, 1370 Sweczkow, 1400 Swenczechow, 1401 Sweczichowo, 1407 Swenczchow, 1407 Swanczechowo, 1408 Sweczko, 1421 Sweczechowo, 1446 Swenczechowo, 1447 Swieciechow (kop. XV w.), 1447 Swyanczechow, 1449 Szwanczechowo, 1466 Swyanczechowo, 1468 Swyeczyechow, 1464 Swanczychovo, Swączechowo, 1469 Swancziechow (kop. XVI w.), 1472 Swyanczyechowo, 1482 Swyenzechowo, 1490 Swyaczechow, 1492 Szwyanczechow, 1507 Szyaczechoff, 1512 Swianczechowo, 1514 Smanczechow, 1514 Szwanzcehow, 1528 Swieciechow in Germanico Schweczke, 1551 Vsweczkouia.

## Historia
Osada już w XI w. została nadana benedyktynom w Lubiniu. Dokument wystawiony około 1230 mówi o tym, że w 1181 książę wielkopolski Władysław III Laskonogi zatwierdził przywileje klasztoru w Lubiniu, a wśród jego dóbr wymienił m.in. Święciechowę wraz z przynależnym jej cłem, karczmą oraz prawem do polowań. W 1258 książę wielkopolski Bolesław Pobożny transumował wspomniany dokument. Według falsyfikatu wydanego w latach ok. 1330-1340 odnotowano, że w roku 1277 książę wielkopolski Przemysł II zezwolił opatowi lubińskiemu lokować miasto na prawie niemieckim w dziedzinie Święciechowa i Radlewo ustanowiając tam targ. Mieszkańców tych dziedzin nie miał sądzić żaden urzędnik książęcy lecz mieli być wolni od danin ciężarów prawa polskiego. Książę zakazał także, aby ktokolwiek rościł sobie prawa do istniejącego tam od dawna cła, a w wypadku gdyby cło zostało przeniesione w inne miejsce, to nadal miał je pobierać opat. Kolejny falsyfikat wydany przed 1302 mówi o tym, że w 1294 książę ten potwierdził klasztorowi posiadanie miasta wraz z przypisanymi wcześniej przywilejami. W 1302 książę głogowski Henryk zatwierdził przywileje nadane przez poprzedników oraz immunitet dla miasta Święciechowy. Od 1333 miejscowość była siedzibą własnej parafii.
W 1414 król Polski Władysław Jagiełło na prośbę opata lubińskiego ustanowił w klasztornym mieście Święciechowa targi tygodniowe, które odbywać się miały w środy. Miejscowość była wówczas własnością klasztorną i leżała w powiecie wschowskim Korony Królestwa Polskiego. W 1418 ustalony został przebieg granic między miejscowością, a Wilkowem i Krzyckiem. W 1448 miasto uzyskało prawo do warzenia piwa. W 1469 wprowadzono opłaty od warzenia piwa. W 1507 odnotowano lokalne "piwo święciechowskie".
W 1462 król Polski Kazimierz Jagiellończyk rozstrzygnął spór miasta Wschowy z opatem lubińskim oraz jego poddanymi, mieszczanami ze Święciechowy, o prawo do handlu solą. Jego decyzją mieszczanie ani żadni przybysze nie mogli sprzedawać w Święciechowie soli na szkodę królewskiego miasta Wschowy. Wyjątek stanowiły dni targowe odbywające się w środy. W razie gdyby jednak sprzedawali w inne dni, mieli zapłacić 10 grzywien kary. W 1469 tenże król na prośbę opata lubińskiego Tomasza ustanawił w mieście Święciechowie jarmarki w niedzielę po Zesłaniu Ducha Świętego oraz w niedzielę przed Podwyższeniem Krzyża Świętego. Miejscowość odnotowano wówczas w granicach powiatu poznańskiego Królestwa Polskiego. Od 1510 miasto Święciechowa należało do dekanatu wschowskiego. W 1512 opat lubiński oraz mieszczanie święciechowscy poskarżyli się królowi polskiemu Zygmuntowi Staremu, że władze miasta Wschowy zakazują im handlować solą, co jest sprzeczne ze starym zwyczajem. Król polecił rozpatrzyć spór wyznaczonym komisarzom, a władze miasta Wschowy przedstawiły w ramach dowodu wspomniany dokument wystawiony przez króla Kazimierza Jegiellończyka z 1462. W 1543 król Zygmunt potwierdził dokument z 1469 w sprawie jarmarków. W 1546 tenże król oświadczył, że na mocy dawnych przywilejów księcia wielkopolskiego Władysława Laskonogiego należące do klasztoru lubińskiego oraz miasta Lubiń, Krzywiń i Święciechowa wolne są od obowiązku dostarczania podwód. W 1549 król polski Zygmunt August zwolnił mieszczan Święciechow od wszelkich podatków na 10 lat, którzy zostali poszkodowani w pożarze miasta. W 1572 Zygmunt August zwolnił wieczyście mieszczan Święciechowy i Krzywinia od obowiązku dostarczania podwód. Mieszczanie wcześniej zostali skazani na 150 złotych kary za niedopełnienie tego obowiązku, ale okazawszy stare przywileje księcia wielkopolskiego Władysława oraz króla Zygmunta Starego, wykazali przed sądem, że są od niego wolni.
W czasie wojny trzynastoletniej Święciechowa wystawiła w 1458 roku 10 pieszych na odsiecz oblężonej polskiej załogi zamku w Malborku.
W 1487 opat wystawił przywilej dla cechu szewców w Święciechowie. W 1518 przywilej opacki uzyskało lokalne bractwo strzeleckie, a w 1519 cech krawców. Miejscowość odnotowały również archiwalne księgi podatkowe. W latach 1463–1465 miasto płaciło w ratach podatek zwany cyzą. W 1507 Święciechowa zapłaciła pobór od ról. W 1531 miasto zapłaciło 6 florenów 18 groszy pierwszej raty szosu. W 1535 zapłacono pobór od 9 młynów ustawionych na rzece tzw. korzecznych. W 1563 pobór podwójnego szosu od 83 rzemieślników, 29 komorników oraz 15 wiatraków dziedzicznych. W sumie zapłacono w tym roku 9 florenów i 18 groszy. W larach 1564/1565 z mieszczanie Świeciechowy oddawali rocznie do zamku we Wschowie 2 małdraty owsa. W 1566 w mieście miał miejsce pobór od 30 łanów roli, 16 wiatraków, 63 rzemieślników, 29 komorników. Miasto zapłaciło również też 61 florenów czopowego od 183 warów wódki. W 1570 miał miejsce pobór od 30 łanów osiadłych, 69 rzemieślników, 4 czeladników, od 4 ubogich robotników sezonowych zwanych hultajami, od kotłów do palenia gorzałki pobrano 24 grosze, od gorzelanego 6 groszy, od 2 olejarzy, 23 wiatraków dziedzicznych oraz od 5 wiatraków dorocznych.
Prywatne miasto duchowne Święciechów, własność opata benedyktynów w Lubiniu pod koniec XVI wieku leżało w ziemi wschowskiej województwa poznańskiego w Rzeczpospolitej Obojga Narodów. 3 czerwca 1780 pożar spustoszył niemal całe miasto. Kolejny pożar zniszczył Święciechowę w 1861.
W wyniku II rozbioru Rzeczypospolitej w 1793, miejscowość przeszła w posiadanie Prus i jak cała Wielkopolska znalazła się w zaborze pruskim w granicach Wielkiego Księstwa Poznańskiego. Pod koniec XIX wieku w miejscowości przeważali Polacy. W 1876 na północny wschód od miejskiego rynku odnaleziono kamienne fundamenty i ułamki cegieł, które datowano na późne średniowiecze. W miejscu tym podejrzewano istnienie wczesnośredniowiecznego grodziska. W 1890 teren został całkowicie zniwelowany, co przekreśliło szanse na dalsze badania. Na polach położone na północny wschód od miasta znaleziono fragmenty naczyń z pełnego średniowiecza
W 1934 Święciechowa utraciła prawa miejskie. Do końca II wojny światowej miejscowość była w dużej mierze zamieszkana przez etnicznych Niemców, przy czym w przeciwieństwie do większości wielkopolskich Niemców byli oni wyznania katolickiego. W 1946 niemieckich mieszkańców Święciechowy wywieziono na zachód.
W latach 1975–1998 miejscowość administracyjnie należała do województwa leszczyńskiego. W 2011 mieszkały tu 2756 osób.
Miejscowość jest siedzibą gminy Święciechowa

## Gospodarka
W XVII i XVIII wieku specjalnością miejscowych rzemieślników było ciosanie kamieni młyńskich. w XX wieku mieściło się tu m.in. gospodarstwo PGR Stare Długie.

## Zabytki
Według rejestru wojewódzkiego ochronie jako zabytki podlegają:
- układ urbanistyczny dawnego miasta (od 1991)
- kościół św. Jakuba Apostoła (z 1598, przebudowany w latach 1730-1750 w stylu barokowym)[11][5]
- dwór z parkiem z przełomu XIX i XX wieku[5][11]
- wiatrak-koźlak z 1878[11]

## Sport
W miejscowości działa klub piłkarski KS Kormoran Święciechowa.

## Miejscowości partnerskie
- Aixe-sur-Vienne
- Großhabersdorf
- Malinska